# Philippe Christanval
Philippe Charles Lucien Christanval (født 31. august 1978 i Paris, Frankrig) er en tidligere fransk fodboldspiller, der, efter at være blevet løst fra sin kontrakt med Fulham F.C., ikke var i stand til at finde en ny klub, og derfor så sig nødsaget til at stoppe sin karriere i april, 2009. Christanval har tidligere i sin karriere spillet fem landskampe for Frankrig.

## Klubkarriere
Christanval startede sin seniorkarriere i 1999 hos AS Monaco, hvor han i 2000 blev fransk mester. Herefter skiftede han til den spanske storklub FC Barcelona. Selvom han var blevet indkøbt til klubben som reserve spillede han over de følgende to sæsoner 32 La Liga-kampe, inden han i 2003 rejste tilbage til Frankrig og skrev kontrakt med Olympique Marseille. 
I 2005 forsøgte Christanval igen lykken i udlandet, denne gang i den engelske Premier League-klub Fulham F.C. Her spillede han indtil 2008, men opholdet blev afbrudt af flere alvorlige skader, hvilket gjorde, at han aldrig for alvor fik etableret sig som fast mand.

## Landshold
Christanval står (pr. februar 2009) noteret for fem kampe for det franske landshold, som han debuterede for i år 2000. Han var en del af landstræner Roger Lemerres trup til VM i 2002 i Sydkorea og Japan, men kom dog ikke på banen i nogen af Frankrigs tre kampe under turneringen.

## Titler
Ligue 1
- 2000 med AS Monaco